# Миндаль бухарский
Миндаль бухарский (лат. Prunus bucharica) — вид подрода Миндаль рода Слива (Prunus subg. Amygdalus) семейства Розовые (Rosaceae).

## Ботаническое описание
Крупный кустарник, по внешнему виду похожий на миндаль обыкновенный. Отличается плодами меньших размеров, имеющими очень плотную желто-коричневую глянцевую скорлупу. Достигает 4 до 6 метров высоты. 
Листья: черешковые, ланцетные с длиннозаострённой верхушкой.
Побеги двух типов: укороченные генеративные и удлинённые вегетативные.
Плоды имеют продолговато-округлую форму или приближаются по форме к косточке сливы. Длина плода 1,5—2 см. Ядро всегда горькое.

## Гибриды
Известны гибриды миндаля бухарского с миндалём обыкновенным (Amygdalus × uzbekistanica Sabirov) и с миндалём колючейшим (Amygdalus × saviczii Pachom.).

## Распространение и экология
Эндемик Центральной Азии. Встречается в Узбекистане, Кыргызстане, Туркменистане и Таджикистане.
Распространен по горным склонам южных экспозиций, каменистым осыпям, обрывам, на известняках в южной части Узбекистана и Таджикистана несравненно шире, чем миндаль обыкновенный.

## Значение и применение
В Таджикистане косточки миндаля бухарского измельчают вместе со скорлупой и используют для приготовления национального блюда (с тыквой и рисом).
Ранний медонос. Даёт пчёлам обильный взяток нектара и пыльцы.
Плоды бухарского миндаля используются в кондитерской промышленности для получения масла (путем соответствующей обработки горький вкус их уничтожается), а также для технических целей в парфюмерии, медицине и т. д.
Является ценной породой для горнокультурных и горномелиоративных работ.

## Охранный статус
Занесён в Международную Красную Книгу со статусом «Уязвимый вид». Исчезает в связи с выпасом скота в местах своего произрастания, сбором плодов и плохой всхожести семян.